# Clinton, Oneida County, New York
Clinton är ett municipalsamhälle (village) i Oneida County i delstaten New York, USA. Orten hade 1 942 invånare 2010. Orten har fått sitt namn efter New Yorks första guvernör, George Clinton. Den första bosättningen i Clinton ägde rum omkring 1787.
I Clinton ligger universitetet Hamilton College.